# Abwurftank

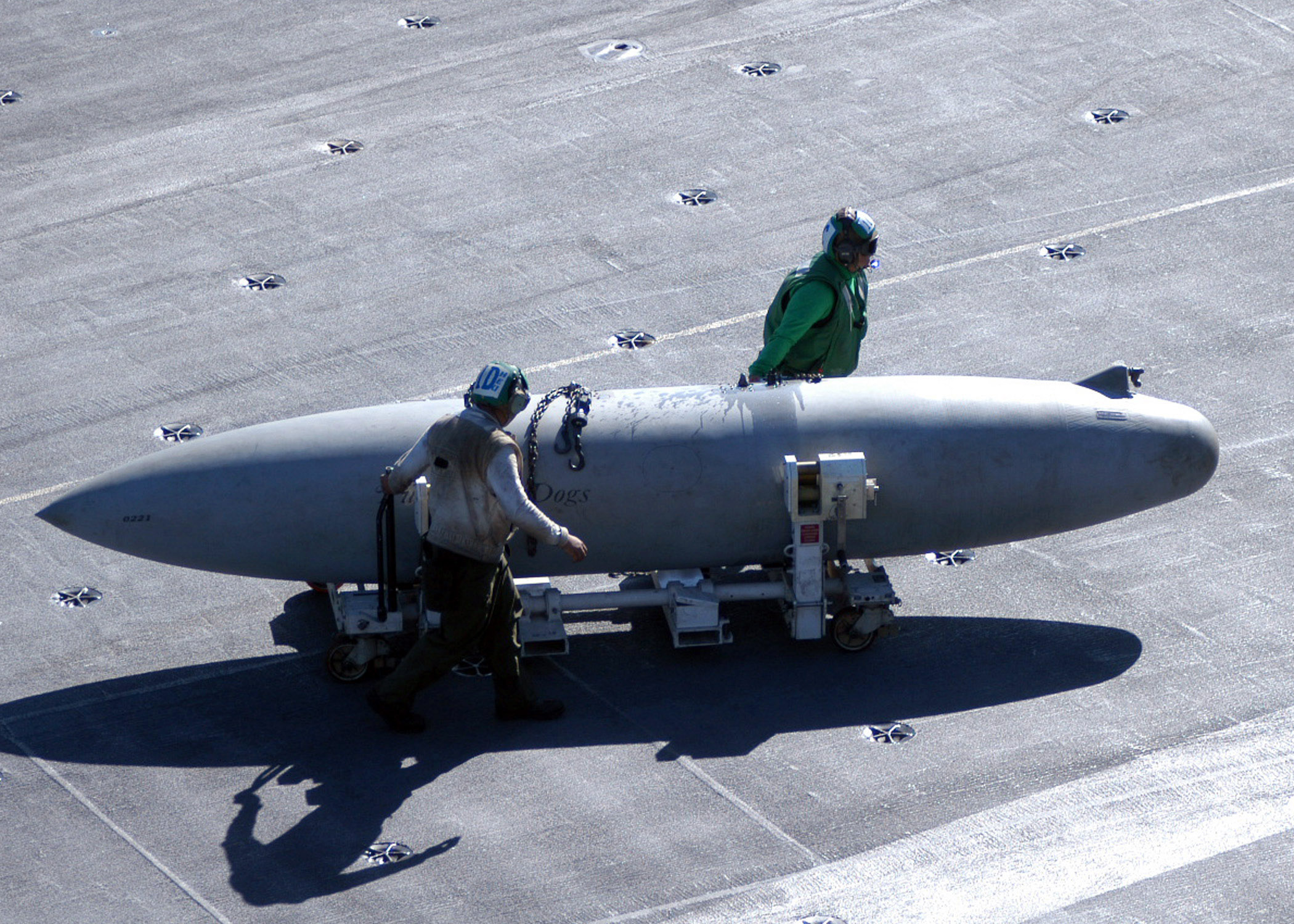
Abwurftank mit 2.300 l Fassungsvermögen

Abwurftanks werden zumeist in der militärischen Luftfahrt verwendet, um als Zusatztanks die Reichweite von Luftfahrzeugen zu erhöhen. Alternative Möglichkeiten hierfür sind die Luftbetankung oder der Einsatz nur am Boden abnehmbarer, an den jeweiligen Flugzeugtyp angepasster Conformal Fuel Tanks.

## Eigenschaften
Die meist zylindrischen, aerodynamisch geformten Tanks werden im Allgemeinen an Außenlastträgern unter dem Rumpf, den Tragflächen oder an Tragflächenspitzen angebracht.
Abwurftanks können nicht an jeder Außenlaststation und nicht in beliebiger Konfiguration angebaut werden, da zum einen Anschlüsse an das interne Kraftstoffsystem erforderlich sind, und zum anderen die Lage des Schwerpunktes bei jedem Befüllungsgrad innerhalb der zulässigen Grenzen verbleiben muss. Eine Faustregel besagt, dass nur etwa die Hälfte des Inhalts eines Abwurftanks zur Erhöhung der Reichweite zur Verfügung steht. Der restliche Treibstoff wird zur Überwindung des höheren Luftwiderstands des Flugzeugs mit Abwurftank verbraucht.
Die Kraftstoffzuführung des Flugzeugs wird so geschaltet, dass zuerst der Treibstoff aus den Abwurftanks in die internen Kraftstofftanks umgefüllt wird. Wie jede Außenlast beeinflussen Außentanks durch ihren Luftwiderstand die Geschwindigkeit und durch ihr Gewicht und begrenzte strukturelle Festigkeit die Wendigkeit eines Flugzeuges. Des Weiteren erhöhen sie den Radarquerschnitt. Daher können sie bei Bedarf (beispielsweise Luftkampf, Notfall usw.) gelöst werden. Dazu werden sie zumeist mittels Sprengbolzen abgetrennt. Flughandbücher geben vor, welche Parameter beim Absprengen der Tanks einzuhalten sind, um Beschädigungen des Luftfahrzeuges zu verhindern.
Chemische Kampfstoffe können durch Sprühtanks freigesetzt und verteilt werden. So wie Treibstofftanks können auch Sprühtanks im Notfall abgeworfen werden.

## Geschichte bis zum Zweiten Weltkrieg

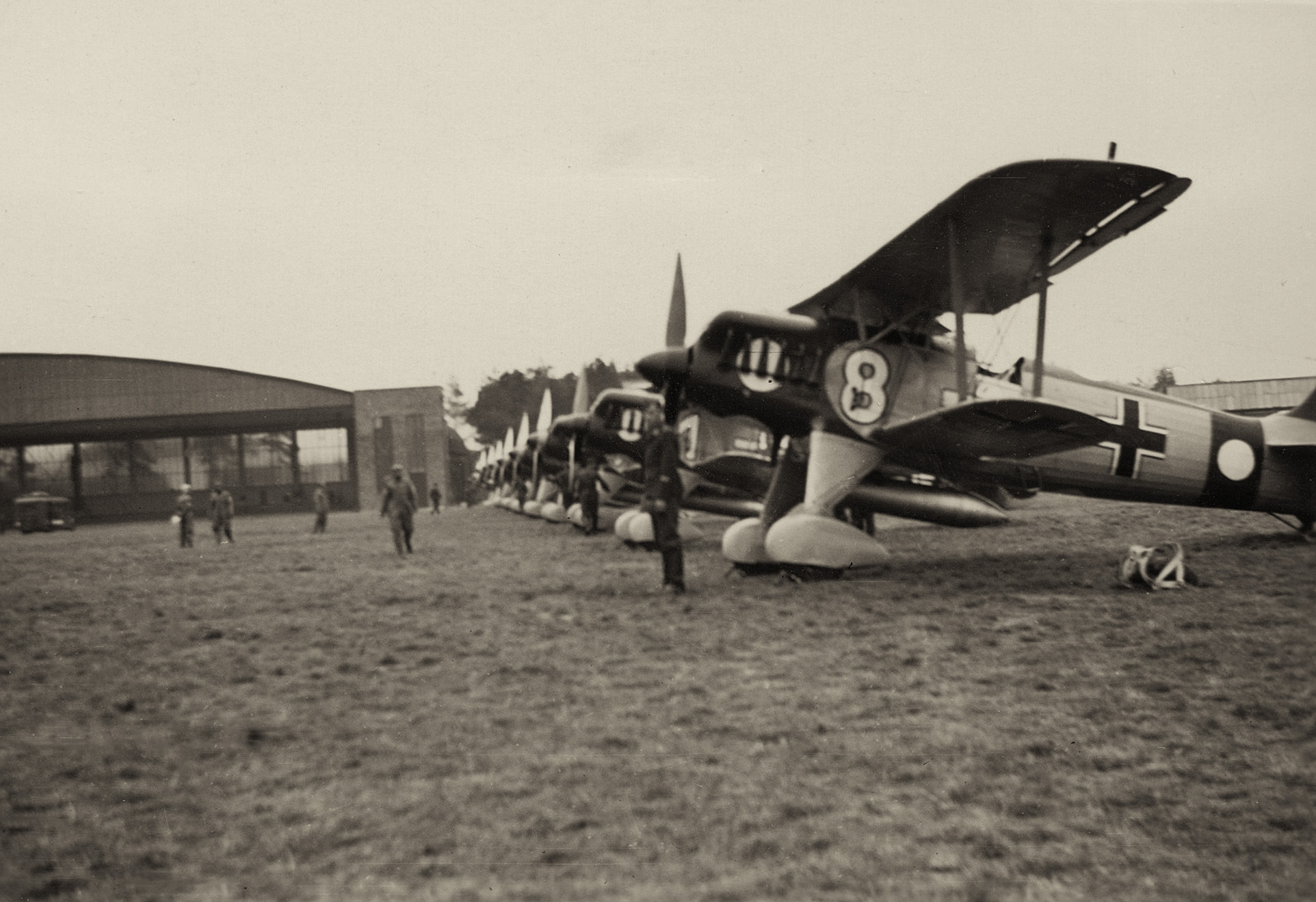
Jagdgeschwader Richthofen mit Heinkel-Flugzeugen mit Unterrumpf-Zusatztanks

Laut der Flugplatzgeschichte von Selfridge Field fand die erste Verwendung von Abwurftanks am 5. März 1923 statt. Danach wurden Zusatztanks im Spanischen Bürgerkrieg eingesetzt. Die Heinkel He 51 verwendete Zusatztanks unter dem Rumpf.
Abwurftanks und die dazu notwendigen Installationen wurden in Deutschland, im Gesamten als „Betriebsstoff Zusatzanlage“ bezeichnet, 1940/1941 eingeführt, dies sowohl bei den Stuka-Bombern Ju-87R als auch Jagdflugzeugen wie der Messerschmitt Bf 109 ab Version E-7 und F. Die Reichweiteerhöhung der kleinen Maschinen diente unter anderem dazu, Bombenflugzeuge zum Ziel und zurück geleiten zu können. Die von Focke-Wulf gebauten Jagdbomber der Baureihe G hatten mit zwei Abwurftanks bei Flug mit Sparleistung eine Reichweite von etwa 1500 Kilometer. Neben Tanks aus Leichtmetall fanden auch Einwegbehälter aus imprägnierter Pappmaché Verwendung.
Die Amerikaner verwendeten vor 1944 wenige Abwurftanks. Bei der Bomberbegleitung und später im Pazifikkrieg änderte sich dies.

### Nachkriegs-Fundorte

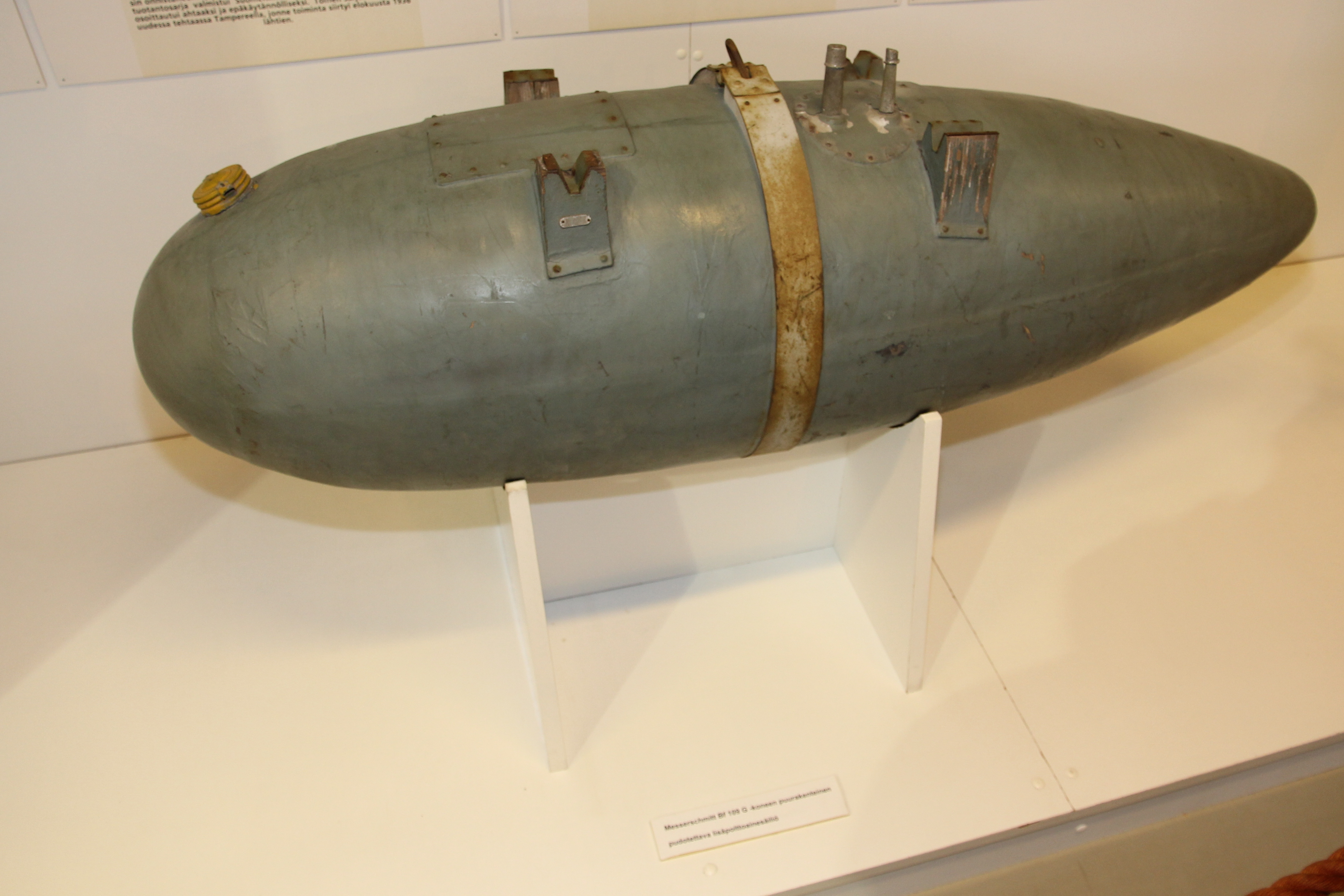
Abwurftank einer Messerschmitt Bf 109 G aus dem Zweiten Weltkrieg mit 300 l Fassungsvermögen

Während des Zweiten Weltkriegs sind in einigen bayerischen Seen Abwurftanks versunken. In der Nachkriegszeit wurden dadurch Bergungsfirmen und ehemalige Marinetaucher angelockt. Zu dieser Zeit war der Bedarf an Altmetall hoch. Auch im nordöstlich von Berlin gelegenen Straussee wurden Abwurftanks gefunden, die von sowjetischen Jagdflugzeugen stammen.

## Trivia

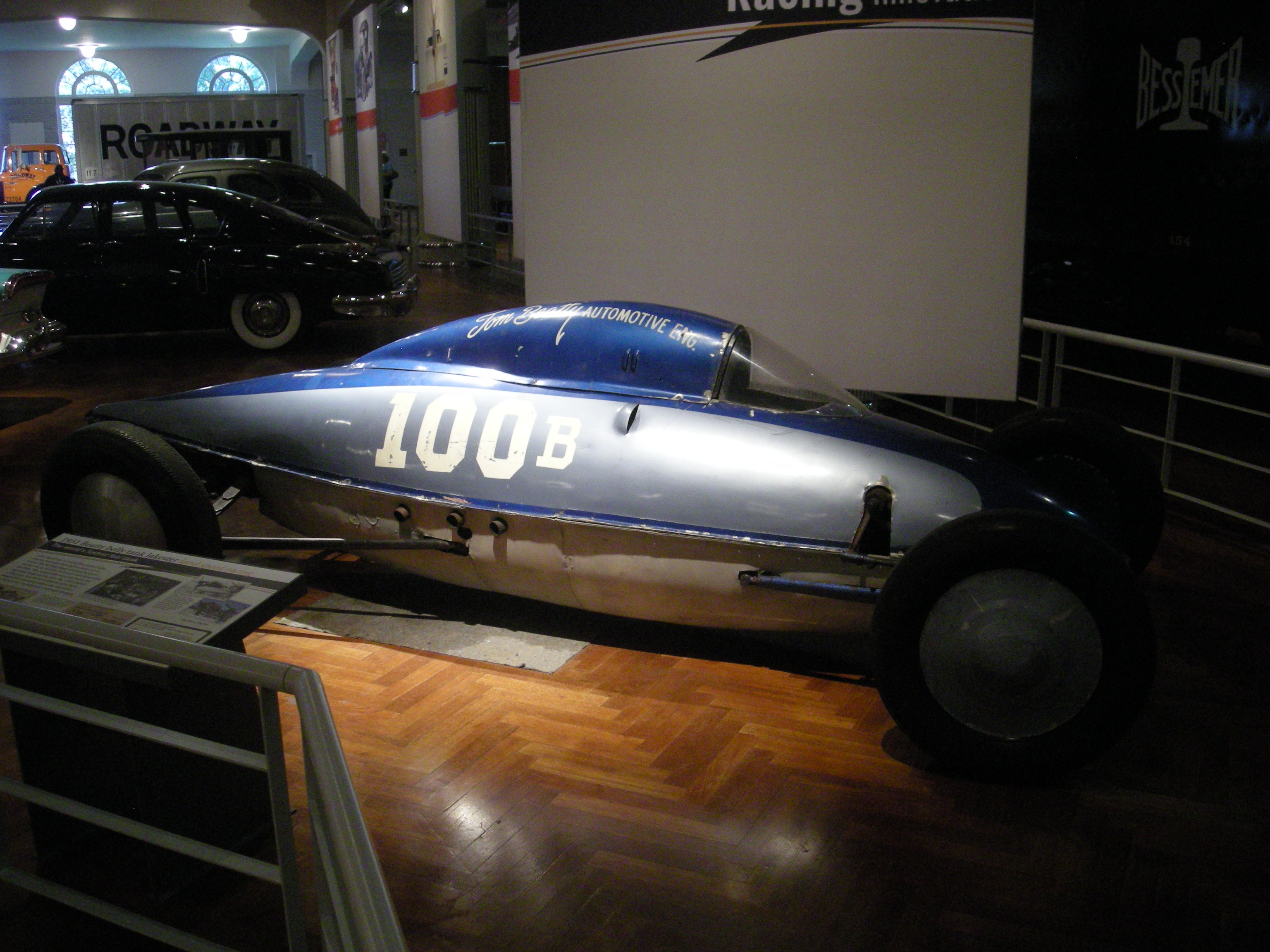
„Belly Tank Racer“ (1951) ausgestellt im „the Henry Ford Museum“

- Während des Zweiten Weltkrieges sollen Odenwälder Bauern aufgefundene Abwurftanks zu Güllebehältern umgebaut haben.[14]
- Ein Abwurftank dient sogar einem neu konstruierten Flugzeug als Rumpf. Die Speedbird MAL04 ist 2013 bei der Airpower in Zeltweg vorgestellt worden.[15]
- Der Künstler Axel Bleyer hat einen Abwurftank aus dem Luftfahrtmuseum Hannover für eine Installation benutzt.[16]
- Bei der seit 1949 stattfindenden Bonneville Speed Week auf den Bonneville Salt Flats werden zahlreiche im Englischen als „Belly Tank Racer“ bezeichnete Fahrzeuge gefahren. Die aerodynamisch günstigen Abwurftanks werden dabei als Karosserie benutzt, und alle anderen Fahrzeugkomponenten wie Motor, Getriebe, Fahrwerk, Lenkung, Sitze und Instrumente in Handarbeit eingebaut.